# Plexus veineux épidural
 (avril 2023).

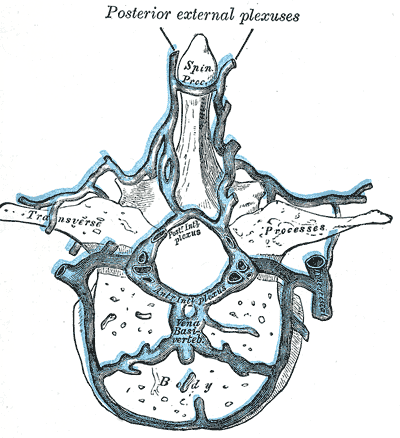
Système de veines paravertébrales reliant les vaisseaux pelviens et thoraciques aux veines intraspinales (basivertébrales)

Le plexus veineux épidural (plexus veineux de Batson en ancienne nomenclature) est un réseau de veines avalvulaires du corps humain qui relient les veines pelviennes profondes (drainant l'extrémité inférieure de la vessie, du sein et de la prostate) et thoraciques aux plexus veineux vertébraux internes.

## Description
En raison de leur emplacement et de l'absence de valves, on pense qu'elles constituent une voie de propagation des métastases cancéreuses,,. Les métastases proviennent généralement d'une tumeur maligne des organes pelviens, tels que le rectum et la prostate, et peuvent ainsi se propager à la colonne vertébrale ou au cerveau,.
Le plexus porte le nom de l'anatomiste Oscar Vivian Batson, qui l'a décrit pour la première fois en 1940. Le plexus veineux épidural fait partie du système veineux céphalo-rachidien.
Le plexus veineux épidural peut également permettre la propagation d'infection d'une manière similaire. Il a été démontré que les infections des voies urinaires telles que la pyélonéphrite se propagent pour provoquer une ostéomyélite des vertèbres par cette voie. L'ostéomyélite dans un tel cas se résoudra avec le même antibiotique qui traite l'infection des voies urinaires, car les deux infections proviennent du même organisme.